# Rad am Ring
La Rudi Altig Race è una corsa in linea di ciclismo su strada maschile che si corre annualmente in Germania. Nata nel 2016 come evento del circuito UCI Europe Tour classe 1.1 e organizzata nell'ambito del festival ciclistico Rad am Ring, comprende gare ciclistiche di diverse categorie e lunghezze che si corrono sul circuito automobilistico del Nürburgring. È dedicata alla memoria del ciclista tedesco Rudi Altig, che sul circuito divenne campione del mondo 1966.

## Albo d'oro
Aggiornato all'edizione 2017.
| Anno | Vincitore | Secondo           | Terzo            |
| ---- | --------- | ----------------- | ---------------- |
| 2016 | Paul Voss | Gregor Mühlberger | Jan Tratnik      |
| 2017 | Huub Duyn | Wout Van Aert     | Dimitri Peyskens |